# Selva y brezal de Madagascar

Imagen de la Selva

La región de selva y brezal de Madagascar es una ecorregión incluida en la lista Global 200 del WWF. Incluye las selvas húmedas y brezales de  Madagascar, y cubre todo el este y el centro de la isla. Está formada por tres ecorregiones:
- Selva subhúmeda de Madagascar
- Selva de tierras bajas de Madagascar
- Brezal de Madagascar